# Carrollton (Geòrgia)
Carrollton és una població dels Estats Units a l'estat de Geòrgia. Segons el cens del 2000 tenia 19.843 habitants.

## Demografia
Segons el cens del 2000, Carrollton tenia 19.843 habitants, 7.121 habitatges, i 3.966 famílies. La densitat de població era de 379,8 habitants per km².
Dels 7.121 habitatges en un 27,2% hi vivien nens de menys de 18 anys, en un 35% hi vivien parelles casades, en un 16,5% dones solteres, i en un 44,3% no eren unitats familiars. En el 32,1% dels habitatges hi vivien persones soles el 10,8% de les quals corresponia a persones de 65 anys o més que vivien soles. El nombre mitjà de persones vivint en cada habitatge era de 2,37 i el nombre mitjà de persones que vivien en cada família era de 3,01.
Per edats la població es repartia de la següent manera: un 20,6% tenia menys de 18 anys, un 27% entre 18 i 24, un 26% entre 25 i 44, un 15,1% de 45 a 60 i un 11,3% 65 anys o més.
L'edat mediana era de 26 anys. Per cada 100 dones de 18 o més anys hi havia 83,7 homes.
La renda mediana per habitatge era de 27.559 $ i la renda mediana per família de 39.143 $. Els homes tenien una renda mediana de 30.600 $ mentre que les dones 23.224 $. La renda per capita de la població era de 16.803 $. Entorn del 15,5% de les famílies i el 23,4% de la població estaven per davall del llindar de pobresa.

## Poblacions més properes
El següent diagrama mostra les poblacions més properes.